# Opus Eponymous
Opus Eponymous è l'album di debutto del gruppo musicale doom metal svedese Ghost, pubblicato nel 2010 dalla Rise Above Records.

## Tracce
1. Deus Culpa – 1:34
2. Con Clavi Con Dio – 3:33
3. Ritual – 4:28
4. Elizabeth – 4:01
5. Stand by Him – 3:56
6. Satan Prayer – 4:38
7. Death Knell – 4:36
8. Prime Mover – 3:53
9. Genesis – 4:03

Traccia bonus dell'edizione giapponese
1. Here Comes the Sun (The Beatles cover) – 3:24

## Formazione
- Papa Emeritus I - voce, chitarra solista, chitarra ritmica
- Nameless Ghoul  - chitarra solista
- Nameless Ghoul  - chitarra ritmica
- Nameless Ghoul  - basso
- Nameless Ghoul  - tastiere
- Nameless Ghoul  - batteria